# Havsstrandlöpare
Havsstrandlöpare (Bembidion cruciatum) är en skalbaggsart som beskrevs av Pierre François Marie Auguste Dejean 1831. Havsstrandlöpare ingår i släktet Bembidion, och familjen jordlöpare. Enligt den finländska rödlistan är arten akut hotad i Finland. Enligt den svenska rödlistan är arten starkt hotad i Sverige. Arten förekommer i Götaland samt tillfälligtvis även på Gotland. Artens livsmiljö är sandstränder vid Östersjön.